# Barnard b
Barnard b è un esopianeta orbitante attorno alla Stella di Barnard a circa 5,94 anni luce da noi. La sua esistenza è stata confermata nell'agosto 2024, da un team internazionale di ricercatori, usando lo strumento ESPRESSO del VLT dell'ESO al Paranal (Cile), dopo una campagna di osservazioni durata cinque anni. L'esopianeta possiede una massa pari almeno alla metà di Venere, e la sua orbita è venti volte circa più vicina alla sua stella di quanto Mercurio lo sia al Sole. La temperatura superficiale sarebbe di 125°C. I ricercatori hanno trovato indizi di altri tre possibili pianeti. I dati ottenuti hanno trovato conferma da altri strumenti specializzati nella caccia a esopianeti, quali HARPS, HARPS-N e CARMENES..

## Scoperta
La scoperta è avvenuta tramite il metodo della velocità radiale, analizzando i risultati di uno studio durato 20 anni basato su osservazioni compiute presso l'osservatorio Keck, i telescopi Magellano, il telescopio Lick, lo spettrografo HARPS del telescopio di 3,6 metri dell'ESO, il telescopio nazionale Galileo di La Palma nonché il Very Large Telescope dell'Osservatorio del Paranal. 771 osservazioni della velocità radiale della stella aventi una precisione di 0,9-1,8 m/s hanno consentito di determinare, con una sicurezza del 99% (a detta degli autori dello studio), la presenza di un pianeta con massa minima di 3,2 M⊕.

## Caratteristiche
Barnard b era la designazione di un pianeta del tipo super Terra annunciato negli anni 2010 ma la cui scoperta è stata confutata nel 2021. Quel pianeta proposto avrebbe ricevuto solo il 2% della radiazione totale che riceve la Terra e sarebbe stato ben oltre la linea della neve, con temperature inferiori a −100 °C
Al contrario, il pianeta confermato nel 2024 è invece una sub Terra che orbita molto vicino alla propria stella ed è quindi troppo caldo per essere potenzialmente abitabile.

## Confutazione
Osservazioni precedenti effettuate con lo strumento Habitable Zone Planet Finder (HPF) installato presso il telescopio Hobby-Eberly da 10 metri facente parte dell'Osservatorio McDonald di Austin, gestito dall' l'Università del Texas, hanno inizialmente confutato la scoperta. Si è infatti pensato che i segnali attribuibili all'esistenza di un esopianeta fossero riconducibili all'attività stellare del sistema, punti scuri simili alle macchie solari ben note sul nostro Sole.